# Малая Лаба
Ма́лая Лаба́ (адыг. Лабэжьый) — река в Краснодарском крае, левая составляющая реки Лаба (бассейн Кубани).

## Описание
Малая Лаба берёт начало на северных склонах перевала Аишха (2401 м), на территории Краснодарского края в пределах Кавказского биосферного заповедника. Протекая по территории Кавказского природного заповедника, река принимает на его территории притоки рек и ручьёв. Основные притоки реки Малая Лаба:
- Правые: Безымянка, Цахвоа, Луган, Умпыр, Никитинка[2], Венгерка, Андрюк[3];
- Левые: Растайка, Кочерга, Ачипста, Затишье, Уруштен[2], Бурная, Дальняя, Армянская, Псебайка[3].

Ниже по течению от Псебая сливается с рекой Большая Лаба, образуя реку Лаба.

## Населённые пункты
На Малой Лабе расположен посёлок городского типа Псебай, ряд казачьих и русских хуторов и сёл.
Выше поселка Псебай на Малой лабе расположены весьма популярные в туристической среде населённые пункты: Перевалка, Бурный, Никитино, Кировский, а также транзитные точки туристических маршрутов: кордон Черноречье, кордон Третья Рота и кордон Умпырка (Ачипста).